# Magsad Gasanow
Magsad Azimowicz Gasanow (ros. Магсад Азимович Гасанов; biał. Магсад Азімавіч Гасанаў, Mahsad Azimawicz Hasanau; ur. 23 września 1992) – białoruski zapaśnik walczący w stylu wolnym. Zajął czwarte miejsce w Pucharze Świata w 2012. Trzeci na ME juniorów w 2012 roku.